# John Vincent
John Vincent (Birmingham, 1879 – Grimsby, 1941. január 19.) angol tengerész, Ernest Shackleton birodalmi transzantarktiszi expedíciójának a tagja. Egyike volt annak az 5 embernek, aki Shackletont elkísérte a James Caird nevű csónakon Elefánt-szigettől Déli-Georgia szigetig, hogy segítséget hozzanak az Elefánt-szigeten rekedt társaiknak. Az expedíció 28 tagja közül négyen nem kapták meg a Polar Medal nevű kitüntetést, ezek egyike volt Vincent is.

## Fiatalkora
Keveset tudni Vincent fiatal éveiről, valamikor 1879-ben született Birminghamben, és 14 éves korában állt be tengerésznek. 22 éves korára már képzett haditengerész volt, szolgált a HMS Cambridge hajón is. Később halászként dolgozott az Északi-tengeren. Lelkes amatőr bokszoló és birkózó volt.

## Az expedíció
Vincentet eredetileg fedélzetmesternek vették fel a transzantarktiszi expedícióra, de később, mivel több vitába keveredett társaival, visszafokozták matrózzá. Több problémát nem okozott, de sosem vált népszerűvé a hajón. Shackleton továbbra is szemmel tartotta, és amikor a hajót, az Endurance-t összezúzta a jég, és több hónapos jégtáblán sodródás után csónakokba szálltak, hogy így közelítsék meg az Elefánt-szigetet, Vincentet a saját csónakjába osztotta be. 1916 áprilisában szálltak partra a szigeten, és még ugyanabban a hónapban Shackleton 5 társával elindult, hogy az 1500 kilométerre lévő Déli-Georgia szigetről segítséget hozzon. Az útra magával vitte Vincentet is, hogy nehogy bajt keverjen, ha a szigeten marad.
Annak ellenére, hogy Vincent volt az expedíció egyik legerősebb tagja, ő és Harry McNeish igen közel jártak a halálhoz a Déli-Georgiára vezető út során. Ráadásul Vincent szinte teljes letargiába süllyedt, a déli-georgia-i partraszállás után nem sok hasznát vették.
Mivel sem McNeish sem Vincent nem tudta folytatni az utat, Shackleton kettejüket Timothy McCarthy vezetésére bízta, míg ő maga és 2 társuk átkeltek a sziget hegyein a túloldalon található bálnavadász-településig.
Később Shackleton az expedíció minden tagját felterjesztette a Polar Medal kitüntetésre, kivéve Vincentet és 3 további embert. Az expedíció egyik orvosa, Alexander Macklin azt írta erről, hogy talán nem voltak megnyerő személyiségűek, de sosem hagyták cserben az expedíciót.

## Az expedíció után
1918-ban Vincent elszegődött a nemzetközösségi és külügyek hivatalának szolgálatában álló egyik hajóra. A hajót megtorpedózták a Földközi-tengeren, de Vincent túlélte a támadást. A háború után ismét halászként dolgozott. Egy darabig Finnországban dolgozott, de amikor felajánlottak neki egy állandó halászati ellenőr munkát Finnországban, azt nem fogadta el a felesége tiltakozása miatt. Helyette Grimsbyben telepedett le a családjával, 5 fia és 4 lánya volt.
A második világháború alatt a Királyi haditengerészetei tartalékosoknál szolgált, és egy Alfredian nevű felfegyverzett halászhajó vezetését bízták rá. A hajón tüdőgyulladást kapott, ezért visszaszállították a grimsbyi kórházba. 1941. január 19-én hunyt el.

## Fordítás
- Ez a szócikk részben vagy egészben  a   John Vincent című angol Wikipédia-szócikk ezen változatának fordításán alapul.  Az eredeti cikk szerkesztőit annak laptörténete sorolja fel. Ez a jelzés csupán a megfogalmazás eredetét és a szerzői jogokat jelzi, nem szolgál a cikkben szereplő információk forrásmegjelöléseként.